# Alessandro Messina
Alessandro Vincenzo Arturo „Alex“ Messina (* 30. August 1941 in Fiume, Italien; † 20. August 2022 in Markham (Ontario)) war ein kanadischer Radrennfahrer und nationaler Meister im Radsport.

## Sportliche Laufbahn
Messina war im Straßenradsport aktiv und Teilnehmer der Olympischen Sommerspiele 1960 in Rom. Im olympischen Straßenrennen schied er aus. Er war italienischer Abstammung, seine Familie zog nach dem Ende des Zweiten Weltkriegs nach Venetien. 1951 übersiedelte die Familie nach Kanada, wo er später die kanadische Staatsbürgerschaft erhielt. 1960 gewann er die nationale Meisterschaft im Straßenrennen der Amateure.

## Berufliches
Kurz nach den Olympischen Spielen beendete er seine sportliche Karriere und wurde als Maschinenbaukonstrukteur tätig. Er wirkte an Projekten wie dem CN Tower und dem Rathaus von Toronto mit. Später gründete er seine eigene Firma „AVAM“.